# Прокудин, Николай Николаевич
Николай Николаевич Прокудин (род. 7 августа 1961, г. Ленинск-Кузнецкий, Кемеровская область) ― прозаик, детский писатель, член Союза писателей Санкт-Петербурга и Союза российских писателей. Автор 15 книг.

## Биография
Окончил среднюю школу в Днепродзержинске в 1978 году. Годом позже призван на срочную службу в армию в качестве оператора-радиоминёра, затем поступил в Свердловское высшее военно-политическое танко-артиллерийское училище, где проходил обучение с 1980 по 1984 гг. После окончания училища проходил службу в Туркестанском военном округе.
Участвовал в боевых действиях в Афганистане в 1985—1987 годах, награждён двумя орденами «Красной Звезды», медалями.
Пенсионер Министерства обороны, майор запаса. Принимал участие по охране и сопровождению 38 судов от сомалийских пиратов в Индийском океане в 2011—2020 годах.
Член Союза российских писателей и Союза писателей Санкт-Петербурга (2004). Председатель секции прозы (2008—2012), председатель секции военно-патриотической, приключенческой и детективной литературы с 2012 года и комиссии по военной литературе Союза российских писателей. Заместитель председателя Союза писателей Санкт-Петербурга (2006—2012), литературный секретарь Международной Федерации русских писателей.
Лауреат литературной премии имени Н. В. Гоголя (2004, в номинации «Тарас Бульба» за трилогию «Постарайся вернуться живым…»), лауреат регионального конкурса «Спасибо тебе, солдат» (2006), проводимого под эгидой общероссийской общественной организации «Боевое братство», лауреат первого Международного литературного фестиваля имени Козьмы Пруткова (2013), дипломант премии А. К. Толстого.
На выборах в 2003 в Государственную думу по Всеволожскому округу выдвигался от партии Яблоко.
В марте 2014 года вместе с рядом других деятелей науки и культуры выразил своё несогласие с политикой российской власти в Крыму. Член Конгресса интеллигенции, неоднократно подписывал письма протеста.